# Руэ, Эжен
Эжен Руэ (Руэр) (фр. Eugène Rouher; 30 ноября 1814, Рьом — 3 февраля 1884, Париж) — французский политический деятель, близкий сподвижник Наполеона III, получивший прозвище «вице-император».

## Вторая республика
Был выдающимся адвокатом в своём родном городе Рьоме и обратил на себя всеобщее внимание в нескольких делах о преступлениях печати. Сначала он считался республиканцем, но уже в 1846 году выставил, хотя и безуспешно, свою кандидатуру как сторонник Гизо. Вообще, он охотно переменял свои политические убеждения с каждой переменой господствующих течений. После революции 1848 года он вновь стал республиканцем, и заявлял, что желает полной свободы собраний, лучшего распределения налогов, отмены всех косвенных пошлин: «всё с помощью народа, всё для народа!» Выбранный в Учредительное собрание, он занимал место на республиканских скамьях. В Законодательном собрании он оказался уже членом правой и только раз голосовал против неё, за отмену налога на соль. Когда начала восходить звезда Луи Наполеона, он стал его горячим адептом и 31 октября 1849 года был назначен министром юстиции. Он называл с трибуны Февральскую революцию катастрофой, защищал закон 31 мая 1850 года, ограничивающий всеобщее голосование. Когда Наполеон задумал отменить этот закон, то Руэ, вместе с товарищами по кабинету, пришлось 26 октября 1851 года подать в отставку.

## Вторая империя
В подготовке переворота 2 декабря он прямого участия не принимал; однако, Наполеон вполне полагался на него, и в самый день 2 декабря 1851 года он был вновь назначен министром юстиции. Через полтора месяца (23 января 1852 года) он вышел в отставку, так как не одобрял конфискации имущества Орлеанского дома, но, некоторое время спустя, был назначен вице-президентом государственного совета. В 1855—1863 годах Руэ был министром земледелия, торговли и общественных работ; в 1856 году назначен сенатором.
В качестве министра, он энергично проводил политику свободной торговли, за которую стоял Наполеон, и подготовил торговый трактат с Англией 1860 года; переговоры вели Руэ и Барош с французской стороны, Кобден и Коули — с английской. В 1862 году был заключён на тех же началах договор с Бельгией.

### «Вице-император»
В 1863 году Руэ был назначен президентом Государственного совета, а вскоре после того — государственным министром (Ministre d'Etat). В этой должности Руэ являлся главным правительственным оратором в Законодательном корпусе; обладая довольно значительным полемическим даром, он не без искусства отстаивал правительственную политику против нападок оппозиции, в рядах которой находились такие люди, как Адольф Тьер и Жюль Фавр. Положение его было не из лёгких. В области иностранной политики ему приходилось поддерживать «наиболее великую идею царствования», то есть экспедицию в Мексику, потом прославлять мексиканскую империю, «созданную французскими руками»; после печального фиаско экспедиции он сумел избежать ответственности за неё. Ему приходилось оправдывать бездействие французского правительства в 1864 и 1866 годах и доказывать, что объединившаяся Германия менее опасна для наполеоновской Франции, чем прежняя слабая Германская конфедерация. В 1867 году, в ответ на требование объединившейся Италии очистить папский Рим от французского гарнизона, Руэ произнёс в Законодательном корпусе своё знаменитое «Jamais!» («Никогда!»).
Положение Руэ в области внутренних дел было не менее трудно; ему приходилось отстаивать принципы свободной торговли, которые находили многочисленных противников даже в среде правительственного большинства. В этот период Руэ пользовался большим влиянием на Наполеона и на ход дел, так что Оливье не без основания назвал его, в 1867 году, «вице-императором», и это прозвище осталось за Руэ.

### Реформы 1869—1870
Значительное усиление оппозиции на выборах 1869 года заставило Наполеона III изменить свою политику. 13 июля Руэ был назначен председателем Сената и должен был руководить прениями о пересмотре конституции, которому он противился в качестве министра. С чрезвычайной быстротой он изменил фронт и уже во вступительной речи прославлял «счастливое согласие правительства с законодательным корпусом», подготовившее реформу, и протестовал против тех, кто хотел бы, чтобы Франция осталась в состоянии застоя, когда либеральные идеи идут вперёд в целой Европе. После сенатус-консульта 1 сентября шла речь о назначении Руэ премьером, но оно не состоялось; приглашён был сформировать кабинет и проводить реформы его враг Оливье, после чего Руэ обнаруживал некоторые колебания, поддерживая то министерство, то тех, которые желали его низвергнуть. В числе прочих приближённых Наполеона, он склонял императора к войне с Германией. «Франция готова, — говорил он накануне объявления войны, — час победы близок».
В день революции 4 сентября Руэ пытался вдохнуть бодрость в растерявшийся сенат, но это ему не удалось, и бывший вице-император поспешным бегством из Парижа в Лондон спасся от оскорблений со стороны народа.

## Бонапартистская оппозиция
В Лондоне он основал журнал «La Situation», защищавший дело Наполеона и приглашавший Сенат и Законодательный корпус собраться где-нибудь в провинции для восстановления империи. В 1871 году Руэ вернулся в Париж. На дополнительных июльских выборах он безуспешно выступал в двух департаментах; тогда один бонапартист, избранный на Корсике, сложил с себя полномочия, чтобы очистить место Руэ, и тот был действительно избран (февраль 1872 года), после ожесточённой борьбы, сопровождавшейся значительными беспорядками. С этих пор Руэ был в национальном собрании, потом в палате депутатов вождём бонапартистской партии. После смерти Наполеона III (1873) он был членом опеки над малолетним принцем Наполеоном Эженом. После смерти последнего (1879) он стоял за признание принца Наполеона главой фамилии. С тех пор он принимал мало участия в общественной жизни, оставаясь, однако, членом палаты депутатов, где он в 1880 году произнёс замечательную речь в защиту свободы торговли.